# Taça CERS de 1982–83
A Taça CERS de 1982-83 foi a 3.ª edição desta competição.
Os italianos do Amatori Vercelli venceram a Taça CERS pela 1.ª vez, derrotando os compatriotas do AFP Giovinazzo na final.

## Equipas participantes
| Equipas          | Equipas        | Equipas            | Equipas          |
| ---------------- | -------------- | ------------------ | ---------------- |
| CP Cibeles       | CP Tordera     | Juventude de Viana | Belenenses       |
| Amatori Vercelli | AFP Giovinazzo | US Coutras         | RS Gujan-Mestras |
| RHC Residentie   | RC Lichtstad   | RSC Darmstadt      | SC Thunerstern   |

## Jogos

### 1.ª Eliminatória
| Equipa 1      | Total | Equipa 2         | 1.ª Mão | 2.ª Mão |
| ------------- | ----- | ---------------- | ------- | ------- |
| CP Cibeles    | 7-10  | AFP Giovinazzo   | 5-4     | 2-6     |
| RSC Darmstadt | 8-19  | Amatori Vercelli | 5-9     | 3-10    |
| RC Lichtstad  | 21-7  | RS Gujan-Mestras | 11-2    | 10-5    |
| CP Tordera    | 12-10 | RHC Residentie   | 5-1     | 7-9     |

#### Esquema final
|  | Quartos-de-final | Quartos-de-final   | Quartos-de-final | Quartos-de-final |                |                    | Meias-finais | Meias-finais | Meias-finais |  |                  | Final | Final | Final |
|  |                  |                    |                  |                  |                |                    |              |              |              |  |                  |       |       |       |
|  | 1                | Juventude de Viana | 6                | 1                |                |                    |              |              |              |  |                  |       |       |       |
|  | 8                | RC Lichtstad       | 2                | 4                |                |                    |              |              |              |  |                  |       |       |       |
|  | 8                | RC Lichtstad       | 2                | 4                |                | Juventude de Viana | 7            | 1            |              |  |                  |       |       |       |
|  |                  |                    |                  |                  |                | Juventude de Viana | 7            | 1            |              |  |                  |       |       |       |
|  |                  | Amatori Vercelli   | 2                | 9                |                |                    |              |              |              |  |                  |       |       |       |
|  | 4                | Amatori Vercelli   | 2                | 9                | Belenenses     | 4                  | 0            |              |              |  |                  |       |       |       |
|  | 4                |                    |                  |                  | Belenenses     | 4                  | 0            |              |              |  |                  |       |       |       |
|  | 5                | Amatori Vercelli   | 1                | 7                |                |                    |              |              |              |  |                  |       |       |       |
|  | 5                | Amatori Vercelli   | 1                | 7                |                |                    |              |              |              |  | Amatori Vercelli | 6     | 7     |       |
|  |                  |                    |                  |                  |                |                    |              |              |              |  | Amatori Vercelli | 6     | 7     |       |
|  |                  | AFP Giovinazzo     | 4                | 2                |                |                    |              |              |              |  |                  |       |       |       |
|  | 3                | AFP Giovinazzo     | 4                | 2                | US Coutras     | 3                  | 4            |              |              |  |                  |       |       |       |
|  | 3                |                    |                  |                  | US Coutras     | 3                  | 4            |              |              |  |                  |       |       |       |
|  | 6                | CP Tordera         | 2                | 8                |                |                    |              |              |              |  |                  |       |       |       |
|  | 6                | CP Tordera         | 2                | 8                |                | CP Tordera         | 7            | 1            |              |  |                  |       |       |       |
|  |                  |                    |                  |                  |                | CP Tordera         | 7            | 1            |              |  |                  |       |       |       |
|  |                  | AFP Giovinazzo     | 2                | 10               |                |                    |              |              |              |  |                  |       |       |       |
|  | 2                | AFP Giovinazzo     | 2                | 10               | SC Thunerstern | 2                  | 0            |              |              |  |                  |       |       |       |
|  | 2                |                    |                  |                  | SC Thunerstern | 2                  | 0            |              |              |  |                  |       |       |       |
|  | 7                | AFP Giovinazzo     | 3                | 5                |                |                    |              |              |              |  |                  |       |       |       |
|  | 7                | AFP Giovinazzo     | 3                | 5                |                |                    |              |              |              |  |                  |       |       |       |

### Quartos-de-final
| Equipa 1           | Total | Equipa 2         | 1.ª Mão | 2.ª Mão |
| ------------------ | ----- | ---------------- | ------- | ------- |
| Juventude de Viana | 7-6   | RC Lichtstad     | 6-2     | 1-4     |
| Belenenses         | 4-8   | Amatori Vercelli | 4-1     | 0-7     |
| US Coutras         | 7-10  | CP Tordera       | 3-2     | 4-8     |
| SC Thunerstern     | 2-8   | AFP Giovinazzo   | 2-3     | 0-5     |

### Meias-finais
| Equipa 1           | Total | Equipa 2         | 1.ª Mão | 2.ª Mão |
| ------------------ | ----- | ---------------- | ------- | ------- |
| Juventude de Viana | 8-11  | Amatori Vercelli | 7-2     | 1-9     |
| CP Tordera         | 8-12  | AFP Giovinazzo   | 7-2     | 1-10    |

### Final
| Equipa 1         | Total | Equipa 2       | 1.ª Mão | 2.ª Mão |
| ---------------- | ----- | -------------- | ------- | ------- |
| Amatori Vercelli | 13-6  | AFP Giovinazzo | 6-4     | 7-2     |

| Vencedor da Taça CERS - 1982/83 |
| ------------------------------- |
|                                 |
| Amatori Vercelli (1.º título)   |